# پرده بکارت بدون سوراخ
پرده بکارت بدون سوراخ یا هایمن بدون سوراخ(به انگلیسی: Imperforate hymen) یک ناهنجاری مادرزادی است که در آن پرده بکارت بدون منفذ است و کاملاً ابتدای واژن را مسدود می‌کند. علت آن عدم سوراخ شدن پرده بکارت در طول رشد و تکامل جنین است. این بیماری اغلب در دختران نوجوان زمانی تشخیص داده می‌شود که خون قاعدگی به دلیل مسدود بودن کامل منفذ واژن، خارج نشده و در واژن و گاهی در رحم آنها تجمع می‌یابد. با ایجاد برش در پرده بکارت این نوع ناهنجاری درمان می‌شود.

## علائم و نشانه‌ها
نوزادان مبتلا ممکن است با احتباس حاد ادرار مواجه شوند. در دختران نوجوان، شایع‌ترین علائم پرده بکارت بدون سوراخ، درد دوره‌ای لگنی و آمنوره است؛ دیگر علائمی که با هماتوکولپوس مرتبط هستند شامل احتباس ادرار، یبوست، کمردرد، حالت تهوع و اسهال می‌باشد. سایر ناهنجاری‌های واژن می‌توانند علائمی مشابه پرده بکارت بدون سوراخ داشته باشند. آترزی واژینال و سپتوم واژینال عرضی نیاز به تمایز دارند. در برخی از زنان، میل شدید به دفع مدفوع مشاهده شده است.

### عوارض
اگر پرده بکارت بدون سوراخ قبل از بلوغ تشخیص داده نشده یا درمان نشود، می‌تواند منجر به پریتونیت یا اندومتریوز ناشی از خونریزی معکوس شود. علاوه بر این، می‌تواند منجر به موکومتروکولپوس (اتساع کانال واژن و رحم به دلیل تجمع مخاط) یا هماتومتروکولپوس (اتساع به دلیل تجمع مایع قاعدگی) شود. موکومتروکولپوس و هماتوکولپوس می‌توانند به نوبه خود باعث احتباس ادرار، یبوست و عفونت مجاری ادراری شوند.

## پاتوفیزیولوژی
در طول رشد جنین زمانی که برآمدگی‌های سینوواژینال با بقیه واژن کانالیزه نمی‌شوند پرده بکارت بدون سوراخ شکل می‌گیرد اگرچه مواردی از وقوع خانوادگی گزارش شده است، وقوع این بیماری عمدتاً پراکنده است و هیچ نشانگر ژنتیکی یا جهش با علت آن مرتبط نیست.

## تشخیص
پرده بکارت بدون سوراخ اغلب در دختران نوجوان بعد از سن قاعدگی تشخیص داده می‌شود. در دختران نوجوان که به سن قاعدگی رسیده‌اند، نشانه‌های معمول این بیماری آمنوره و درد چرخه‌ای لگن است. پرده بکارت بدون سوراخ معمولاً در معاینه واژن به صورت یک غشای آبی برآمده قابل مشاهده است. درصورت وجود هماتوکولپوس (تجمع خون در رحم یا واژن) به‌صورت یک توده در معاینه شکمی یا معاینه رکتوم قابل تشخیص خواهد بود است. تشخیص پرده بکارت بدون سوراخ معمولاً صرفاً بر اساس معاینه فیزیکی انجام می‌شود، اگرچه در صورت لزوم می‌توان تشخیص را با سونوگرافی ترانس شکمی، ترانس پرینال یا ترانس رکتال تأیید کرد.پرده بکارت بدون سوراخ می‌تواند در نوزادان تازه متولد شده نیز تشخیص داده شود و حتی گاهی در سونوگرافی جنین در دوران بارداری نیز مشخص شود

## مدیریت
قبل از مداخله جراحی برای درمان در نوجوانان، می‌توان با مصرف قرص‌های ضدبارداری جهت سرکوب چرخه قاعدگی یا داروهای ضدالتهاب غیراستروئیدی برای تسکین درد، از علائم این ناهنجاری کاست. درمان جراحی پرده بکارت بدون سوراخ با جراحی‌ای تحت عنوان هایمنوتومی (به انگلیسی: Hymenotomy) انجام می‌گیرد که معمولاً شامل ایجاد برش و بریدن بخشی از هایمن و تخلیه خون تجمع یافته در واژن و رحم است. در رابطه با زمان انجام این جراحی بحث است، برخی از پزشکان معتقدند که بهتر است بلافاصله پس از دوره نوزادی انجام شود، در حالی که برخی دیگر معتقدند که جراحی باید تا بلوغ به تعویق بیفتد.

## همه‌گیرشناسی
پرده بکارت بدون سوراخ شایع‌ترین انسداد واژن با منشأ مادرزادی است. فراوانی‌ای که برای این ناهنجاری تخمین زده می‌شود از وقوع در یک فرد از ۱۰۰۰۰ زن تا ۱ از ۱۰۰۰ زن متغیر است.